# Lâu đài Hohenwerfen
Lâu đài Hohenwerfen (tiếng Đức: Festung Hohenwerfen) là một lâu đài đá thời trung cổ, nằm trên ngọc đồi cao Kết cấu nhìn ra thị trấn thị trấn Werfen của Áo trong thung lũng Salzach, cách thủ đô Salzburg khoảng 40 km (25 dặm) về phía nam. Pháo đài được bao quanh bởi dãy núi Berchtesgaden và dãy núi Tennen liền kề. Hohenwerfen là "chị em" của Lâu đài Hohensalzburg, cả hai được xây dựng bởi Tổng Giám mục của Salzburg vào thế kỷ 11.

## Lịch sử
Lâu đài được xây dựng từ năm 1075 đến 1078 theo lệnh của Tổng Giám mục Gebhard của Salzburg trong Cuộc tranh cãi việc bổ nhiệm giáo sĩ. Trong các thế kỷ tiếp theo, Hohenwerfen đã phục vụ những người cai trị của Salzburg, hoàng tử-tổng giám mục, không chỉ là một căn cứ quân sự mà còn là nơi ẩn náu và săn bắn. Lâu đài được mở rộng vào thế kỷ thứ 12 nhưng vào thế kỷ 16 trong Chiến tranh Nông dân Đức, khi vào năm 1525 và 1526 nông dân bạo loạn và thợ mỏ từ phía nam thành phố Salzburg di chuyển về phía thành phố, đốt lửa và gây thiệt hại nặng nề Lâu đài.
Mặt khác, lâu đài còn được sử dụng như một nhà tù, các bức tường đã chứng kiến số phận bi thảm của nhiều tội phạm trong điều kiện vô nhân đạo bao gồm cả những quý tộc thống trị như Tổng Giám mục Adalbert III (năm 1198), Bá tước Albert xứ Friesach (năm 1253); thống đốc bang Siegmund von Dietrichstein, bị bắt bởi những người nông dân nổi dậy năm 1525; và Hoàng tử-Tổng giám mục Wolf Dietrich Raitenau, người đã chết ở đây vào năm 1617 sau sáu năm bị giam cầm.
Năm 1931, lâu đài thuộc sở hữu của Archduke Eugen của Áo từ năm 1898, một lần nữa bị hư hại do hỏa hoạn và mặc dù đã được khôi phục phần lớn, cuối cùng đã phải bán cho chính quyền của bang Salzburg Reichsgau vào năm 1938. Sau Thế chiến II, nó được sử dụng làm trại huấn luyện bởi hiến binh Áo (cảnh sát nông thôn) cho đến năm 1987.
Trước đây lâu đài thuộc về nhà Habsburg của Áo. Hiện nay, lâu đài là một bảo tàng chứa vũ khí phục vụ ngành du lịch.